# Furia omicida (film 1956)
Furia omicida (The Man Is Armed) è un film del 1956 diretto da Franklin Adreon.
È un film poliziesco a sfondo drammatico statunitense con Dane Clark, May Wynn e Barton MacLane.

## Produzione
Il film, diretto da Franklin Adreon su una sceneggiatura di Robert C. Dennis, Richard H. Landau e Don Martin, fu prodotto da Edward J. White per la Republic Pictures e girato nei Republic Studios a Hollywood in California. I titoli di lavorazione furono Murder on Parole e Dangerous Cargo.

## Distribuzione
Il film fu distribuito con il titolo The Man Is Armed negli Stati Uniti dal 19 ottobre 1956 al cinema dalla Republic Pictures.
Altre distribuzioni:
- in Svezia il 20 gennaio 1958 (Våldets man)
- in Francia (Cet homme est armé)
- in Finlandia (Hän valitsi aseen)
- in Italia (Furia omicida)